# Благовещение Реканати
«Благовещение Реканати» (итал. Annunciazione di Recanati) — картина маслом на панеле итальянского живописца Лоренцо Лотто (1480—1556), написанная примерно в 1534 году. Является одной из самых известных работ художника. Находится в коллекции городского музея Вилла Коллоредо Мелса в Реканати (регион Марке, Италия).

## История
Работа может относиться к венецианскому периоду художника, если она была отправлена (около 1527 года), или к последующему периоду, когда Лотто отправился непосредственно в Марке, чтобы работать над некоторыми работами. В настоящее время считается, что произведение датируется приблизительно 1534 годом, то есть сразу после полотна «Распятие», находящегося в церкви Санта-Мария-делла-Пьета-ин-Телузиано в Монте-Сан-Джусто. Первые достоверные известия о работе датируются 1601 годом и предполагают, что первоначальными заказчиками были члены Братства торговцев Реканати. Фактически, братство переехало на новое место в 1533 году, и этот случай мог послужить поводом для заказа нового алтаря.

## Описание

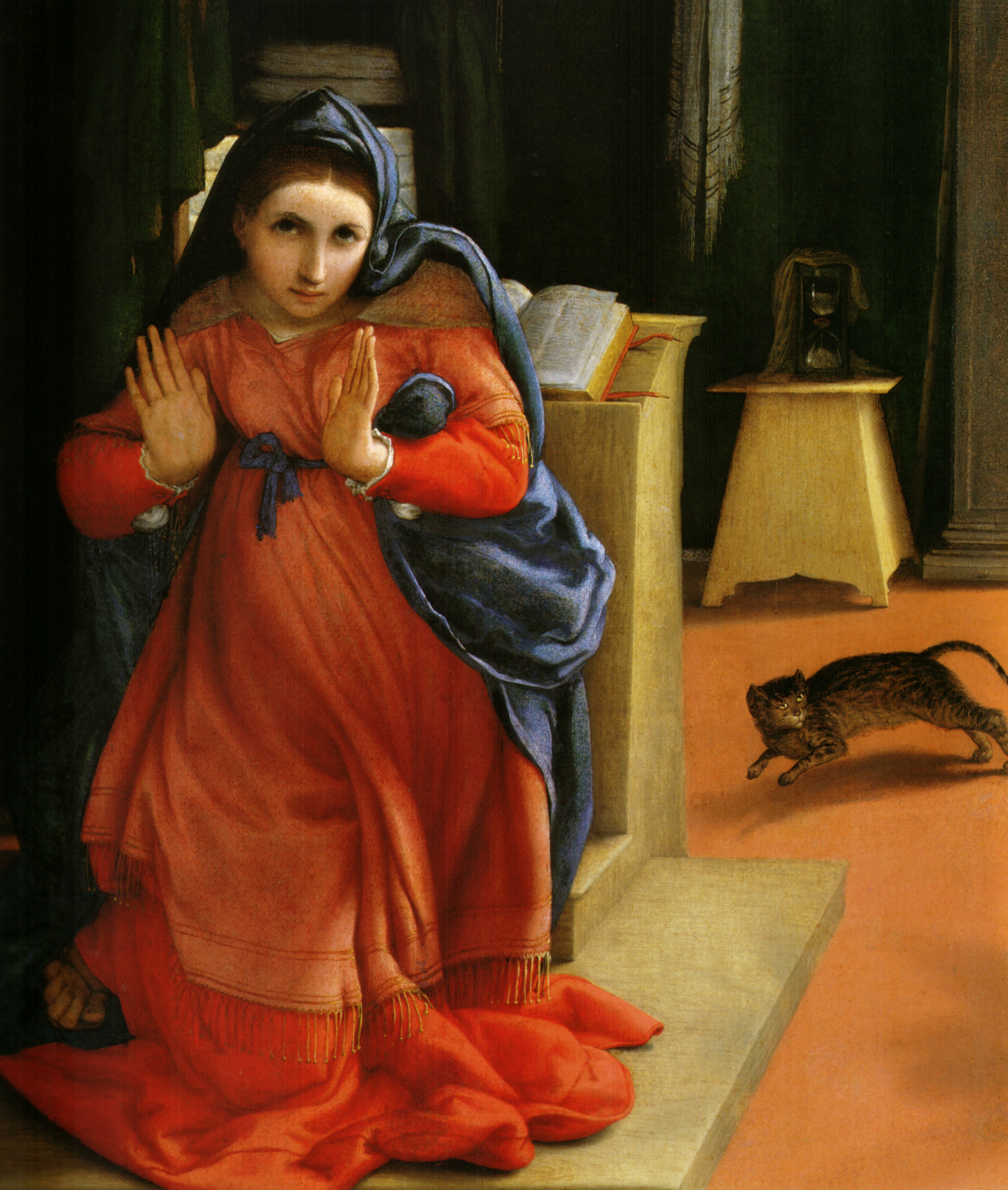
Деталь. Дева Мария.

«Благовещение» решено с помощью композиции большой новизны. В спальне Девы Марии справа на картине ангел, держащий белую лилию, вошёл с лоджии, выходящей в «сад заключённый» (hortus conclusus), и правой рукой, в несколько неестественном жесте, указывает на Бога-Отца, который проявил себя в облаке, и кажется, что он буквально пикирует к Марии, символизируя Воплощение. Дева Мария находится на переднем плане слева и с некоторой композиционной беспринципностью поворачивается к зрителю, отвернувшись от возвещения, и в удивлении поднимает руки, пряча голову между плечами с выражением где-то между смиренным, встревоженным и покорным.

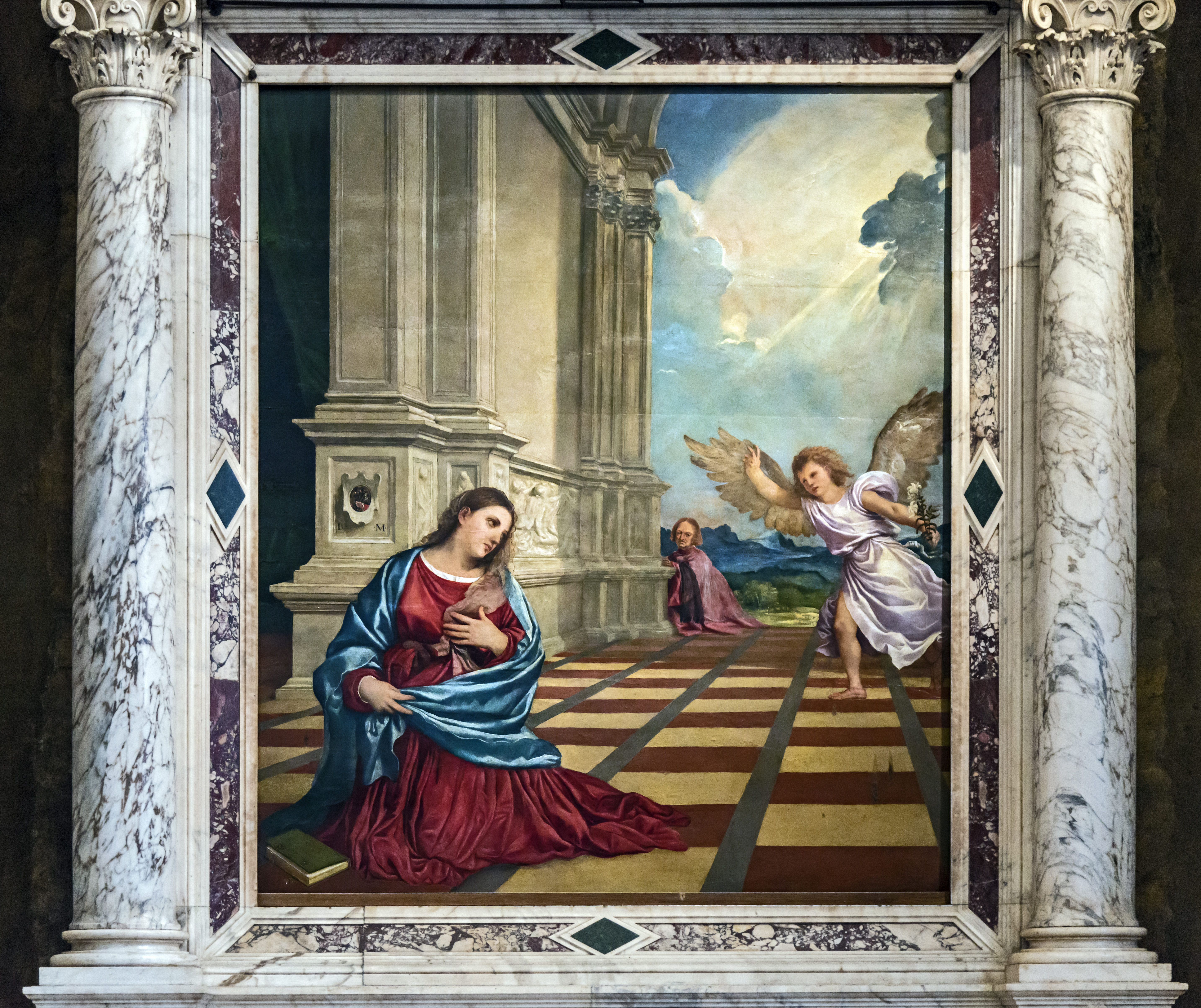
«Благовещение Малкиостро» Тициана (около 1520)

Стилистически головы немного уменьшены, а фигуры кажутся застывшими в жёстких, но очень выразительных жестах. Поражает любовное описание деталей комнаты нордического происхождения, таких как кровать с балдахином, маленькое окно со свинцовым стеклом, полка с небольшим натюрмортом (несколько книг, канделябр и чернильница), вешалка для одежды, табурет с песочными часами, молитвенная подставка для колен и, прежде всего, кот, который в страхе убегает, выгнув спину, символ поражения зла, но также и мягкий элемент иронии.
Среди источников, вдохновивших Лотто, — рельеф Андреа Сансовино в Лорето (для балдахина), «Благовещение» Дирка Баутса, которое также послужило моделью для Тициана для работы «Благовещение Малкиостро», предназначенной для собора Тревизо. У Тициана Лотто, в частности, взял Мадонну, обращённую к зрителю, и Ангела позади неё, который привлекает её внимание красноречивым жестом руки. Отталкиваясь от этих идей, Лотто разработал весьма оригинальное развитие действия от заднего плана к переднему.
Джулио Карло Арган писал: «Дева Тициана — королева в молитве, которая благородно поворачивается, чтобы принять божественного посланника в своём дворце. Дева Лотто — хорошая девочка; послание застает её врасплох, пока она молится в своей комнате; она даже не осмеливается повернуть голову; её жест, почти оборонительный, — это жест человека, который чувствует сзади внезапный призыв».